# Айсбах (приток Изара)
Айсбах (нем. Eisbach, в переводе на русский «ледяной ручей») — рукотворная река в Германии, протекает по земле Бавария в границах города Мюнхен (в Английском парке). Длина реки — 2 км. Левый приток реки Изар.

## Общие сведения
Купаться в Айсбахе официально запрещено, однако властями не преследуется, чем многие и пользуются. На одном из участков реки организован рукотворный волновой эффект, некоторые люди занимаются в ней сёрфингом. Были случаи утопления среди пловцов и случайно упавших в реку.